# .cx
.cx és el domini de primer nivell territorial (ccTLD) de l'Illa Christmas. L'administra Christmas Island Internet Administration (CIIA), una empresa cooperativa sense ànim de lucre que també dona servei d'Internet als residents de l'illa.
El domini l'havia administrat Planet Three Limited, una empresa amb oficines al Regne Unit i Austràlia, que va fer fallida i va deixar de funcionar, però abans va traspassar la gestió de .cx voluntàriament a CIIA (que llavors s'anomenava Dot CX Limited). El govern local de l'illa Christmas aprovava el traspàs, però la Mancomunitat d'Austràlia (que té autoritat internacional sobre l'Illa Christmas com a territori extern) no el va aprovar de manera immediata. Des de llavors, Austràlia ha publicat un memoràndum que reconeix CIIA com a gestor legítim de .cx.